# يوهان بير
يوهان بير (بالألمانية: Johann Beer)‏ (و. 1655 – 1700 م) هو عالم موسيقى، ومؤلف، ومغني، وملحن، ومنظر موسيقى، وكاتب ألماني، يستخدم آلات كمان، توفي في فايسنفلس، عن عمر يناهز 45 عاماً.

## روابط خارجية
- يوهان بير على موقع ميوزك برينز (الإنجليزية)